# 크레용

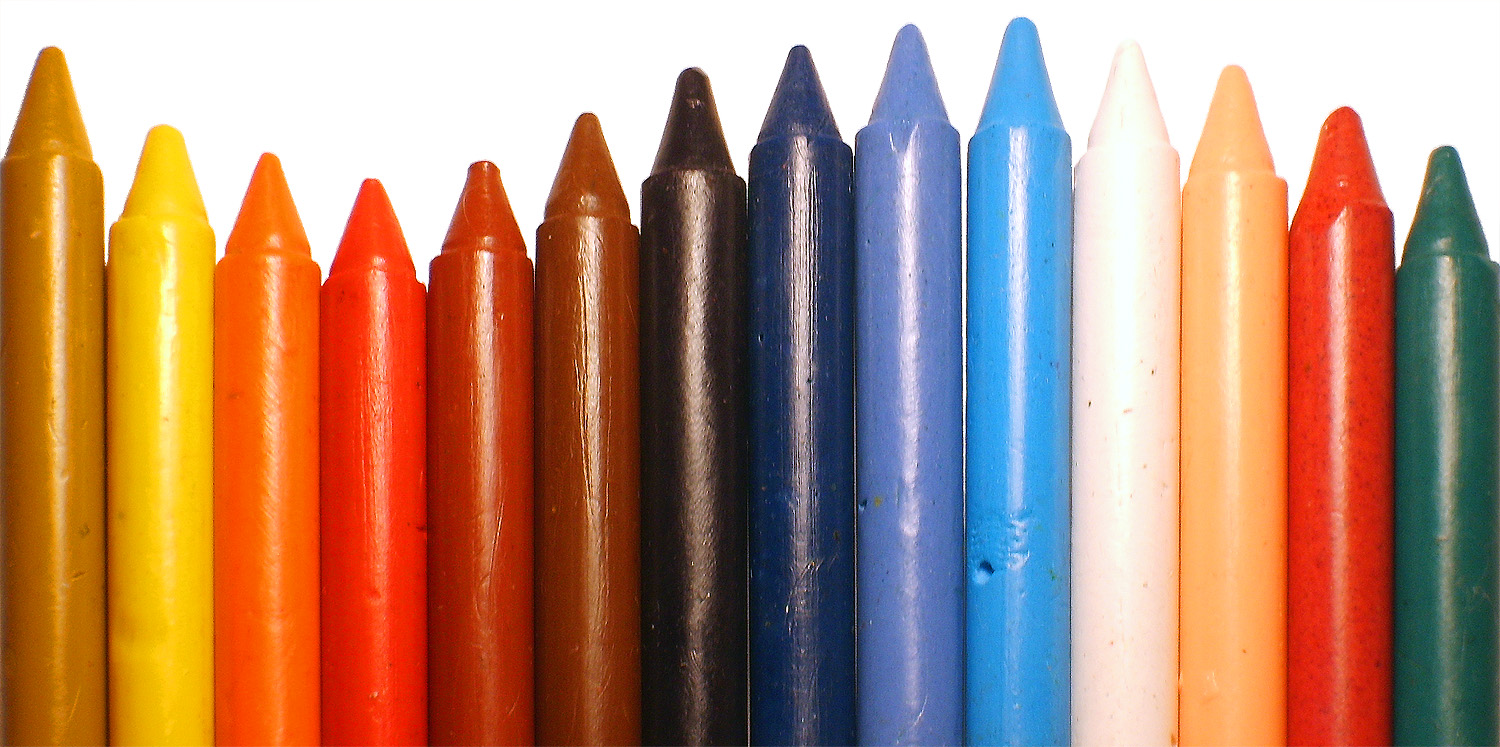
왁스 파스텔

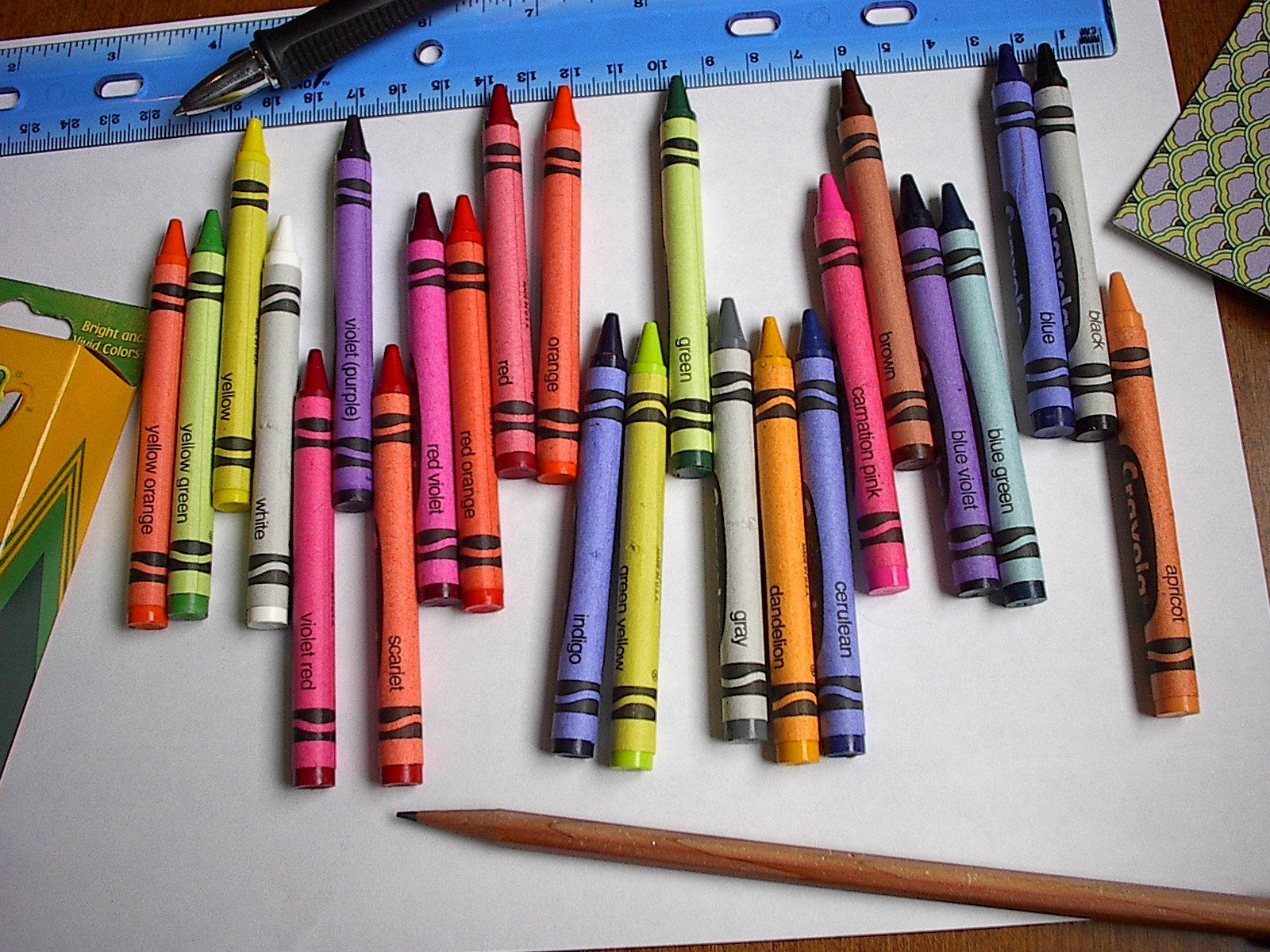
2005년 크레욜라 크레용(Crayola crayons) 24개 묶음.

크레용(영어: crayon 또는 wax pastel)은 드로잉, 쓰기에 사용되는 왁스, 숯, 분필 등의 물질이 포함된 막대기를 말한다. 유성 분필로 만들어진 크레용은 유성 파스텔(크레파스)이라고 하며, 마른 접합재와 그림물감으로 만들어지면 이를 단순하게 파스텔이라고 부른다.
왁스 크레용은 보통 어린이들이 그림을 그리거나 색칠하는 데에 사용한다. 크레용은 전 세계적으로 대부분의 학교에서 주로 사용한다. 이것은 페인트와 같이 더럽지 않고 둔하며 독성이 없고 여러 색을 사용할 수 있다.

## 특징
크레용은 본디 프랑스어의 Crayon에서 나온 말인데, 어원적으로는 연필·연필화 등을 의미한다. 이것은 그리스·이집트 시대에 이미 안료(顔料)에 백랍(白蠟)을 섞은 납그림 물감이 만들어지고 있었고, 이것을 금속제 팔레트 위에서 밑으로부터 가열하면서 용해(溶解)시켜 붓에 묻혀서 사용하고 있었다. 18세기의 화가 라파엘리가 이에서 힌트를 얻어 고형(固形) 유화물감을 만들었다. 뒤에 포르투갈 화가가 이것을 개량하여 납의 분량을 많게 해서 현재의 크레용에 가까운 봉상의 그림 도구를 만들었다. 한국에서는 1930년 무렵부터 일본을 통해서 수입되어 오다가 해방과 함께 자국산 크레용이 만들어져 급속한 진보를 보이면서 오늘날에 이르고 있다.
안료를 유지류(油脂類=木蠟, 硬化蠟, 파라핀, 脂肪酸, 카르나바, 왁스, 야자유, 치탄, 크레, 기타)로 굳힌 것으로서, 그 유지의 성질에 따라 딱딱한 것을 크레용, 연하게 만들어진 것이 파스류이다.
크레용은 주로 드로잉(선묘, 線描)에 적합하기 때문에 유아용으로 적당하다. 파스류는 연하므로 도말용(塗抹用)에도 적합하다. 크레용, 파스류는 주로 대한민국에서는 초등학생용으로 많이 쓰이고 있다. 대한민국 외 국가에서는 좀 더 딱딱한 것이 만들어지고 있다. 크레용, 파스류의 표현방법으로서는 '가볍게 빛깔을 겹친다', '강하게 빈틈없이 칠하고 겹친다', '크레용의 배수성(排水性)을 이용하여 그림물감도 병용한다', '빛깔을 칠하고 난 다음 위를 긁는다', '손가락 끝이나 헝겊으로 문질러서 농담(濃淡)을 낸다' 등이 있는데, 납이 섞였으므로 칠한 다음 잠시 동안 공기중에 방치하면 표면이 경화(硬化) 하는 것을 염두에 두고서 혼색(混色)이나 중색(重色)을 함이 중요하다.

## 참고 자료
- 이 문서에는 다음커뮤니케이션(현 카카오)에서 GFDL 또는 CC-SA 라이선스로 배포한 글로벌 세계대백과사전의 내용을 기초로 작성된 글이 포함되어 있습니다.

## 같이 보기
- 크레욜라
- 크레파스
- 파스텔